# ブライアン・シンガーのトリック・オア・トリート
『ブライアン・シンガーのトリック・オア・トリート』（原題：Trick 'r Treat）は、2009年のカナダ/アメリカ映画。マイケル・ドハティの短編映画『Season's Greetings』をベースとしたオムニバス映画。
アメリカ、カナダ、イギリス、オーストラリア、日本では劇場未公開であり、2009年10月にDVDが発売。
本作はハロウィン当日のオハイオ州を舞台としたオムニバス映画であり、4つの物語にはそれぞれ関連性がある。

## あらすじ
オープニング
エマは恋人のヘンリーとともに帰宅する。ヘンリーを自宅に入れた後、庭を片付けていたエマは何者かに殺される。

校長（Principal）
エマの死から少し前、少年チャーリーはウィルキンス校長の家の菓子入れの中に入っていた菓子に手を突っ込んだところ、本人に見つかる。そして、本人の目の前で血を吐いて倒れる。吐血を続けるチャーリーを自宅の仲へ運んでいたところ、メイシーら別の子どもたちが現れる。メイシーたちは校長の様子に気づかなかったものの、チップは何かを感じ、その場から去る。
校長はチャーリーを庭に埋めようとしていたところ、実子のビリーに呼ばれる。隣人のクリーグにもその様子を見られた上、飼い犬スパイトにも吠えられる。そして、校長はチャーリーの死体の上に木を植える。その後、校長はビリーとともに地下室へ行く。
スクールバス殺人事件（Halloween School Bus Massacre）
メイシーたちは、サヴァン症候群のロンダと合流し、8個のカボチャを積んだカートを押して南瓜畑を通り、30年前のハロウィンに起きた「スクールバス殺人事件」の追悼に行く。この事件は、8人の精神障害児を乗せたスクールバスが崖から湖に落ちて死んだものであり、親たちが運転手を買収して殺害を依頼したという背景があった。一同は、8個のカボチャを犠牲者の魂に見立てて冥福を祈るため、作業用のエレベーターから湖岸に移動するところが、途中のエレベーターは3人しか乗れないため、チップとロンダ以外がエレベーターから降りる。そのとき、先に降りた3人の悲鳴が上がる。チップが拒絶する中、ロンダは一人で湖岸に行ったところ、ゾンビに追われるうちに頭を強打して気絶する。意識を取り戻したロンダはこれがメイシーのいたずらであることを知る。
その後、本物のゾンビが現れ、サラが捕らえられる。メイシーたちはエレベーターへ逃げようとするが、既に乗っていたロンダは一人で上に行ってしまう。地上に上がったロンダは、麻袋の子どもを見つけ、会釈する。
サプライズ・パーティー（Surprise Party）
オハイオ州の衣装店に来たローリーは姉のダニエルに赤ずきんの仮装をさせられ不満げな様子だった。また、ダニエルをはじめとするローリーの周囲の人々は処女を捨てるよう持ち掛けるが、初体験を大切にしたいローリーは頑として首を振らない。メイシーたちがゾンビに襲われているころ、ローリーはウィルキンス校長を目撃する。姉の誘いを無視して森に行く中、ウィルキンス校長に襲われる。森でパーティーをしていたダニエルは、木の上からぼろぼろになった赤ずきんが落ちたのを見て悲鳴を上げるが、赤ずきんの中身は校長であり、本物のローリーも現れる。さらに驚くことに、ローリーたちは人狼の一族であり、校長は餌食となる。麻袋の子どもは丸太の上に座り、血の饗宴を見守る。
サム（Sam）
校長がチャーリーを埋めていたそのころ、クリーグはスパイトの声がしたので庭に出ると、庭一面にジャックランタンが広がっていた。さらに、2階の奥の部屋には「トリック・オア・トリート！お菓子ください！」と血で書かれていた。何者かにアキレスけんを切られた後、麻袋を被った子どもが現れる。悪戦苦闘の末に子どもは家を去る。そして、クリーグが「スクールバス殺人事件」の実行犯だったことが明かされる。
エピローグ
時間は冒頭の場面に戻り、包帯だらけのクリーグがお菓子をふるまう中、木のそばに麻袋を被った子どもがいるのを見つける。エマとヘンリーのやり取りの後、クリーグは麻袋の子どもがエマの家に向かうのを目にするが、見なかったことにする。その後、玄関をノックする音がしたので、ドアを開けてみると、8人の子どものゾンビがお菓子をせびりに来ていた。

## キャスト
- サム：クイン・ロード
- スティーヴン・ウィルキンス：ディラン・ベイカー
- クリーク氏：ブライアン・コックス
- ビリー・ウィルキンス：コナー・クリストファー・レヴィン
- ローリー：アンナ・パキン
- エマ：レスリー・ビブ
- マリア：ロシェル・エイツ
- ヘンリー：ターモー・ペニケット
- ダニエル：ローレン・リー・スミス
- マーシー：ブリット・マッキリップ
- シュレイダー：ジャン＝リュック・ビロドー
- チャーリー：ブレット・ケリー

## 評価
翻訳家の風間賢二は、本作を『ハロウィン』や『ナイトメアー・ビフォア・クリスマス』に並ぶ傑作だと評価している。